# 60式自走106mm無反動砲
60式自走106mm無反動砲（ろくまるしきじそう106ミリむはんどうほう）は、陸上自衛隊の普通科部隊が運用していた自走無反動砲。
1979年の生産終了までに総計253両（267両説あり）が製造され、2008年に全車が退役した。

## 概要
1960年（昭和35年）に第二次世界大戦後初の国産装軌式装甲戦闘車両として制式化され、2008年に全車が退役するまで半世紀にわたり使用が続けられた。61式戦車や60式装甲車など、1950年代から開発が進められた国産兵器の一つ。待ち伏せによる対戦車攻撃を主任務とする。隊員間では「106SP」と呼称されていた。また、戦前から歩兵直協用の極小型戦車は豆戦車と呼ばれており、60式にも「マメタン」の通称があった。
対戦車誘導弾が開発される以前は師団対戦車隊のジープ搭載型無反動砲を入れ替える形で4個対戦車小隊に完全配備、64式対戦車誘導弾が配備され始めると次第に運用は師団対戦車隊の4個小隊中2個対戦車小隊→普通科連隊普通科中隊の対戦車小隊無反動分隊→末期には対戦車小隊の隷下2個対戦車分隊のうち1個分隊に配備され、主に対機甲戦闘の他に遠距離からの陣地攻撃などに用いられていた。
ジープなどの非装甲車両に無反動砲を搭載した対戦車車両も存在するが、装甲車両としての自走無反動砲は、試作車を除く量産車としては、60式とアメリカのM50オントス自走無反動砲（無反動砲6門搭載）しかない。
2008年3月31日に北海道の真駒内駐屯地に配備されていた車輌の退役をもって、全車が退役した。
個人携行型の対戦車兵器が登場したことで後継となる車両は開発されなかったが、それらの火器が自衛隊内に広く普及するまでの長期間運用となった。

## 開発
60式自走106mm無反動砲の開発は、1955年に自衛隊装備の調達に対する予算執行の際にクレームがついた事に端を発する。この時、再度予算の振り分けが行われることとなり、防衛庁技術研究所（当時）が1954年から開発が行われていた無反動砲（後の60式106mm無反動砲）を搭載する自走式無反動砲の開発を計画し、三菱重工業と小松製作所に打診を行った。開発略記号の「SS」は、「装軌装甲車」「装甲戦闘車」「装甲装軌車」の頭文字をとったという、複数の説がある。

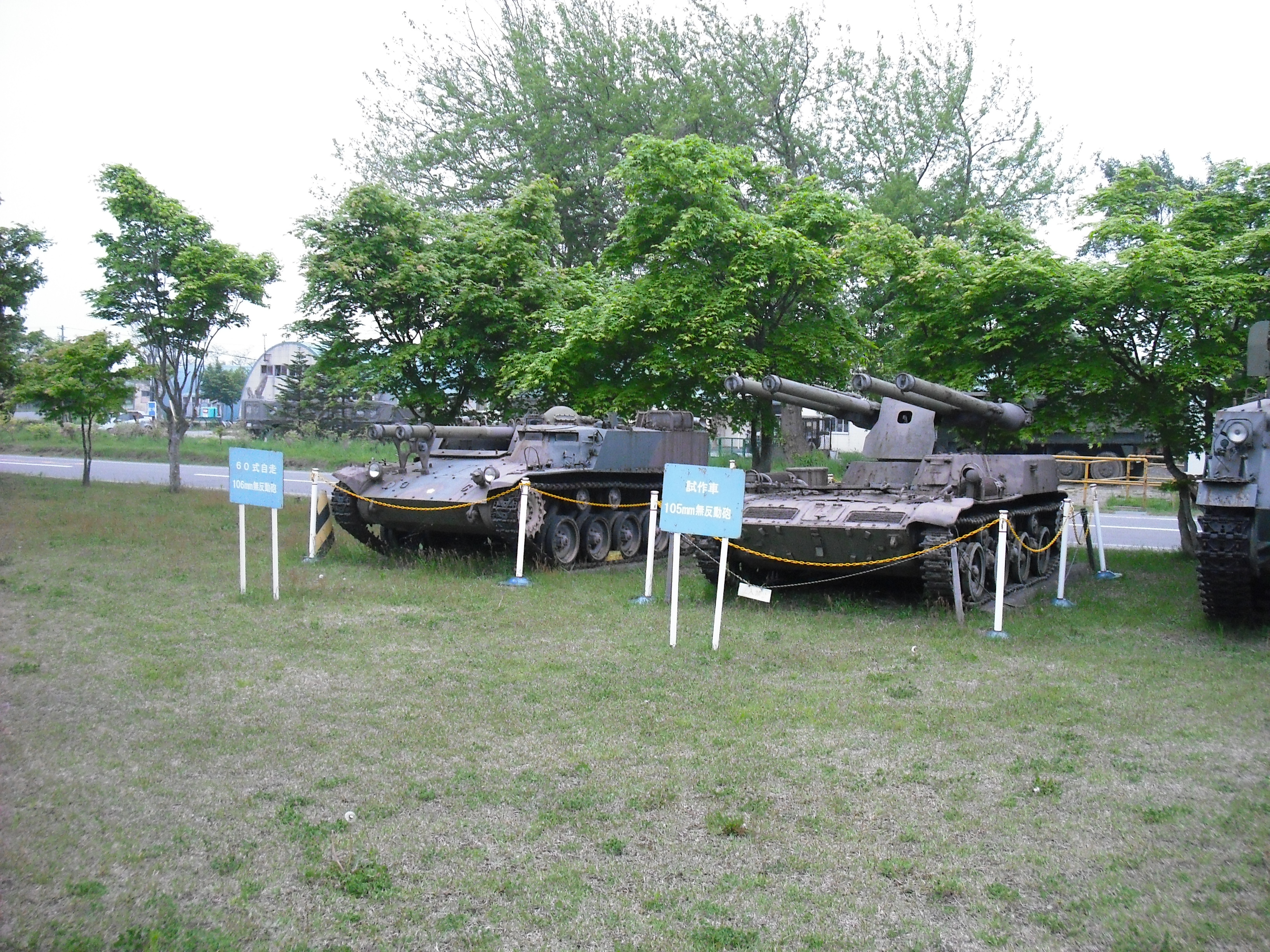
東千歳駐屯地に保存展示されている試作車SS-1(改)。砲身が4連であることが確認できる。

二社による競争試作が行われ、小松製作所製試作車「SS-1」と三菱重工業製試作車「SS-2」が静岡県の陸上自衛隊富士学校にて評価試験を行った。開発計画が同時にスタートした61式戦車の開発が本格化したため、三菱重工業はそちらに本腰を入れると共に、小松製作所の「SS-1」が支持を集めた事から、第2次試作車の開発を小松製作所が単独で行う事となった。
三菱重工業側の研究成果の一部を取り入れた第2次試作車「SS-3」、M50オントス自走無反動砲を参考に無反動砲を4門搭載した「SS-1(改)」の開発の後、最終試作車「SS-4」が製作され、1960年に「60式自走106mm無反動砲」として制式採用された。
製造は、車体を小松製作所、無反動砲を日本製鋼所が担当した。
無反動砲と同軸のスポットライフル（標定銃）は、「ブローニングM2重機関銃」ではなく（弾道特性が無反動砲とは大きく異なるため採用できなかった）、レミントン社のセミオートマチックライフルである「M8C」を豊和工業でライセンス生産した、「60式12.7mmスポットライフル」である。携行弾数は、砲手席右側の弾薬ラックに10発入り弾倉を4個の、計40発である。

## 特徴
車体は1.38mと車高が低く、車体右側に主砲として60式106mm無反動砲を2門搭載する。乗員は車長、操縦手、装填手の三名で、車体中央に車長席が、車体左側に操縦手席と、操縦手席と背中合わせ（つまり後ろ向き）に折りたたみ式の簡素な装填手用座席がある。車長席とキューポラは主砲の砲架と一体化しており、垂直に昇降する。操縦には熟練した技術が必要とされ、末期にはこの車両を扱える人材不足もあり、古株の准尉・曹長などが若手を差し置いて自ら操縦することが多かった。
装甲はきわめて薄いアルミ合金製で、敵戦車の反撃には耐えられない。なので連続発射で確実に敵戦車を破壊するため、主砲を2門搭載した。主砲に並行して装着された12.7mmスポットライフルで目標を射撃し、曳光弾の光跡を目視で確認することで照準を行う。曳光弾が目標に命中していれば直ちに主砲を発砲する。無反動砲の射程が約7,000mであるのに対し、スポットライフルの有効射程が1,000m前後である事から、遠距離の目標に対する射撃は不可能だった。車体左袖部に4発、車体右袖部に4発、右フェンダー後部上面に2発の、計10発の弾薬を携行する。自動装填装置は備えておらず、砲弾の再装填には、装填手が車外に出る必要がある。
2門の主砲には油圧で垂直に昇降する機能があり、待ち伏せ攻撃時に遮蔽物から主砲だけを覗かせて射撃できる。無反動砲であるため、発砲時には激しい後方爆風（バックブラスト）が発生して砂煙を巻き上げ、発砲音も大きいことから、一度攻撃すると敵に発見される可能性が大きいと考えられた。そのため、発砲後は直ちに後退して陣地変換を行うことになっていた。戦闘時の配置も、後方爆風が味方に危害を与えない場所が選ばれる。配備部隊では、非装甲目標を直接照準で攻撃する運用法も考えられていたとされる。
ちなみに、本車と同一の車体に64式対戦車誘導弾を搭載した戦車駆逐車も試作されたが、命中まで時間がかかる誘導弾は待ち伏せに不利とされ、不採用となった。
また、空砲の射撃ができたことから部隊での運用方法の一環として退役間近の時点で敵戦車役として運用される例もあった

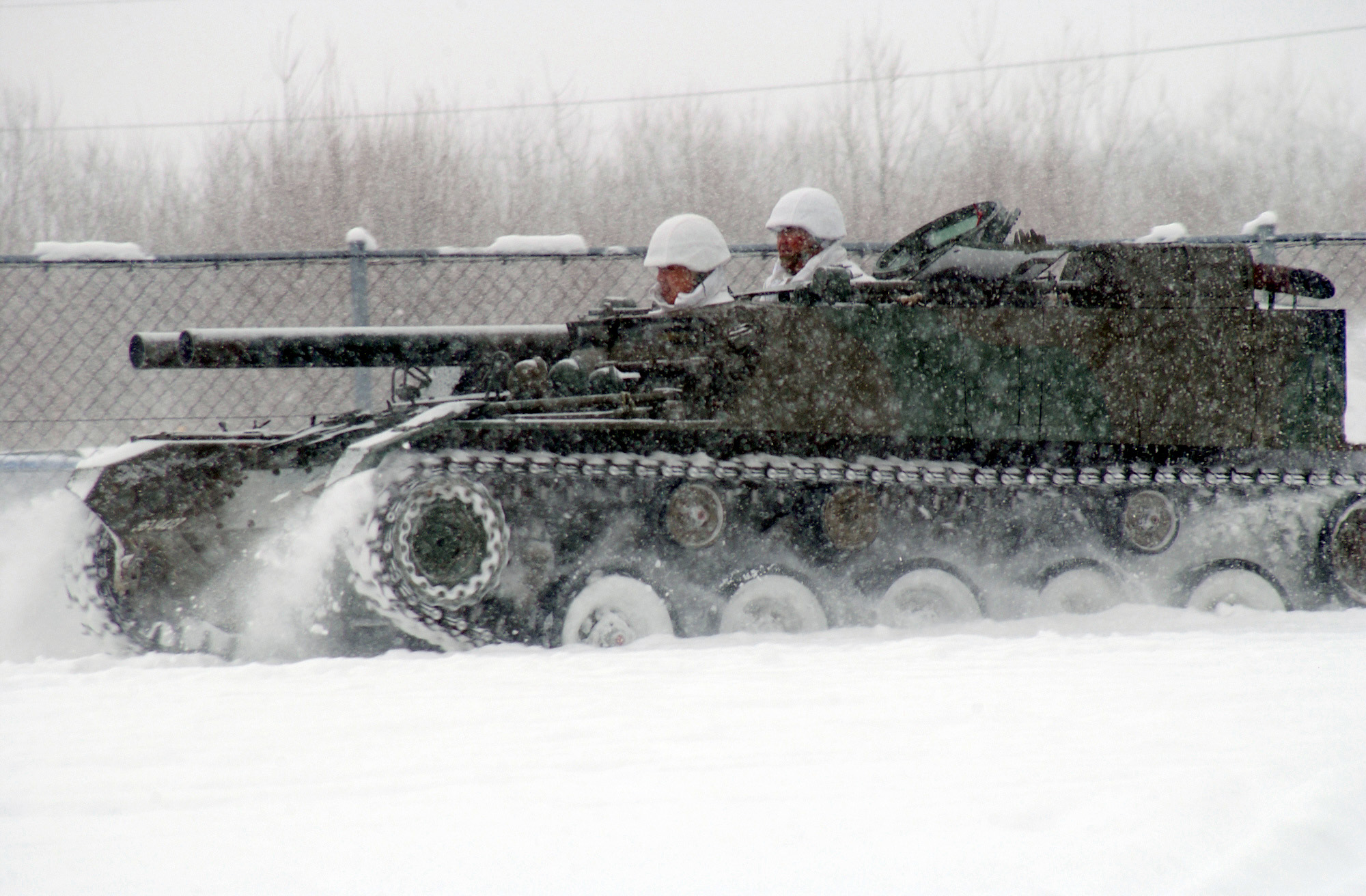
雪上走行の様子（2003年）
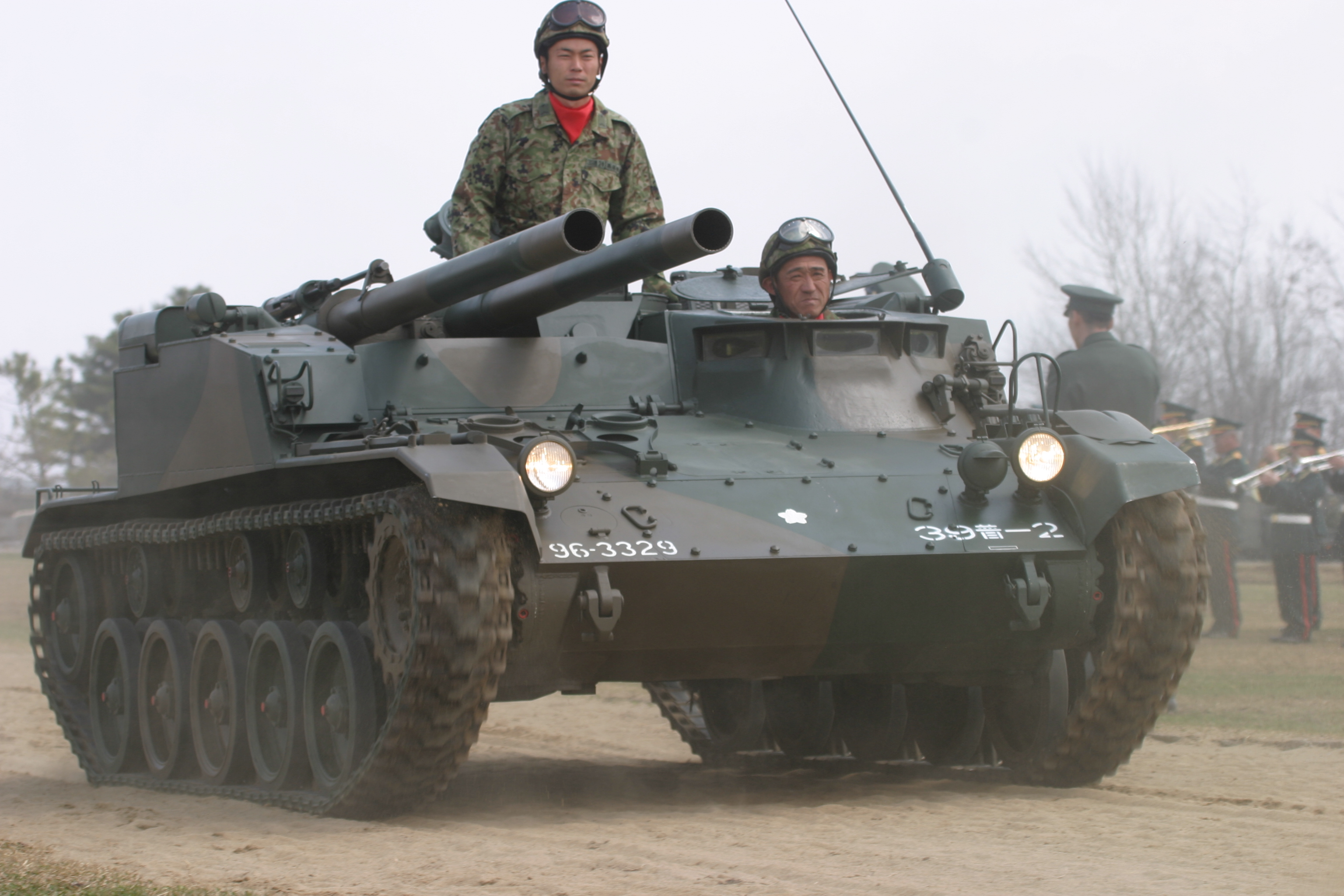
弘前駐屯地にて（2006年）
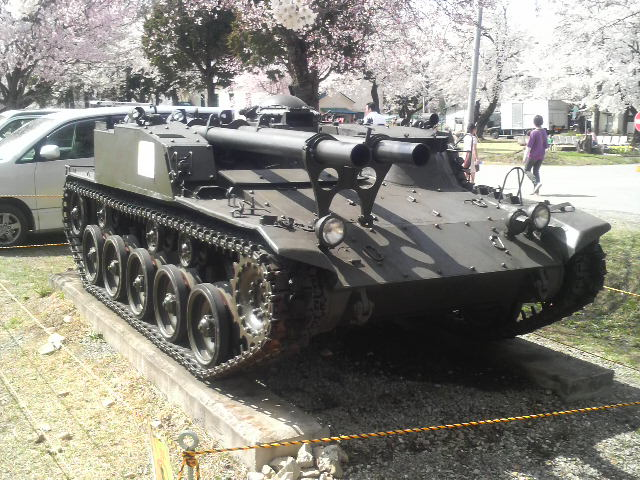
神町駐屯地内に展示されている60式自走106mm無反動砲（2009年）
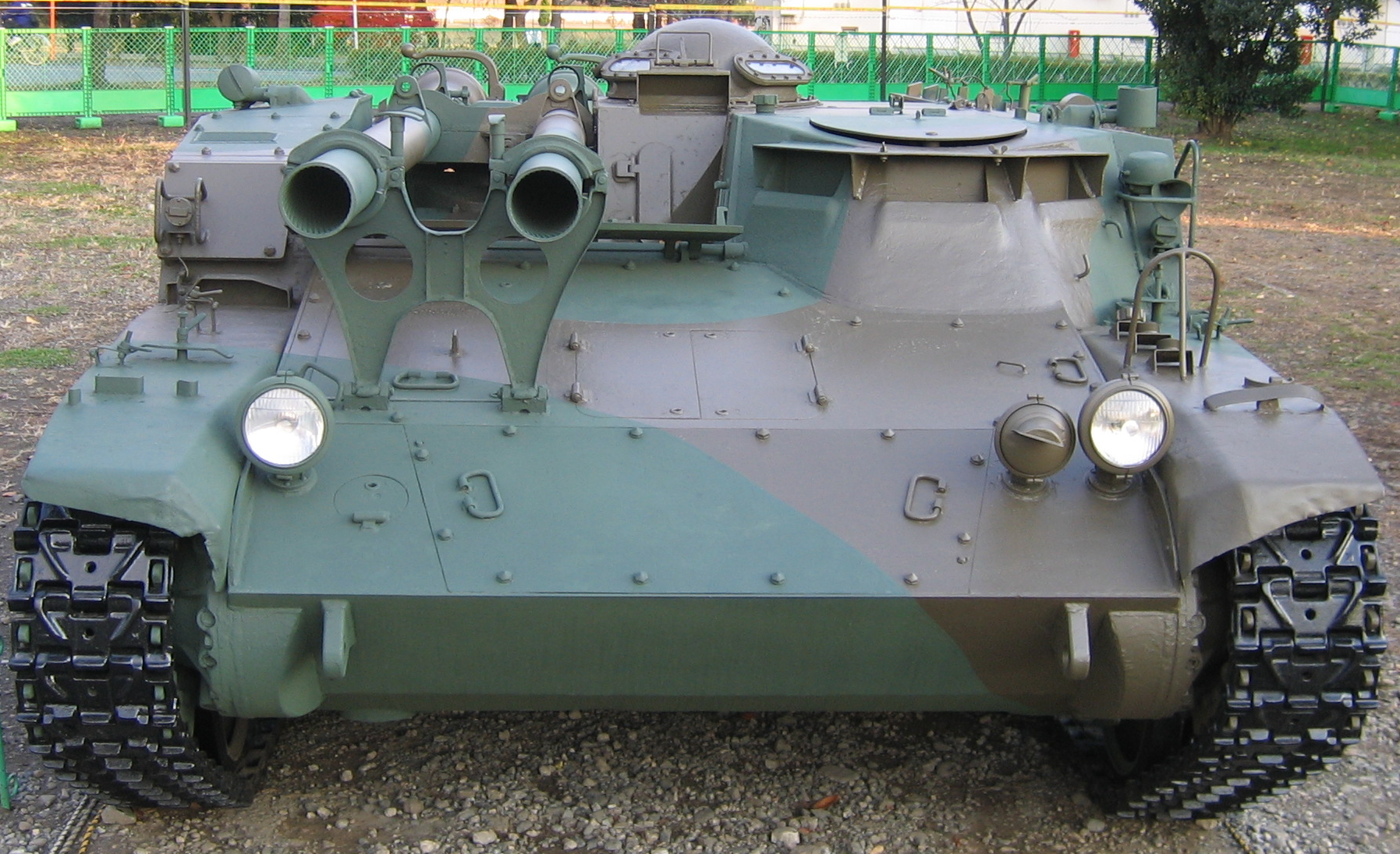
正面より
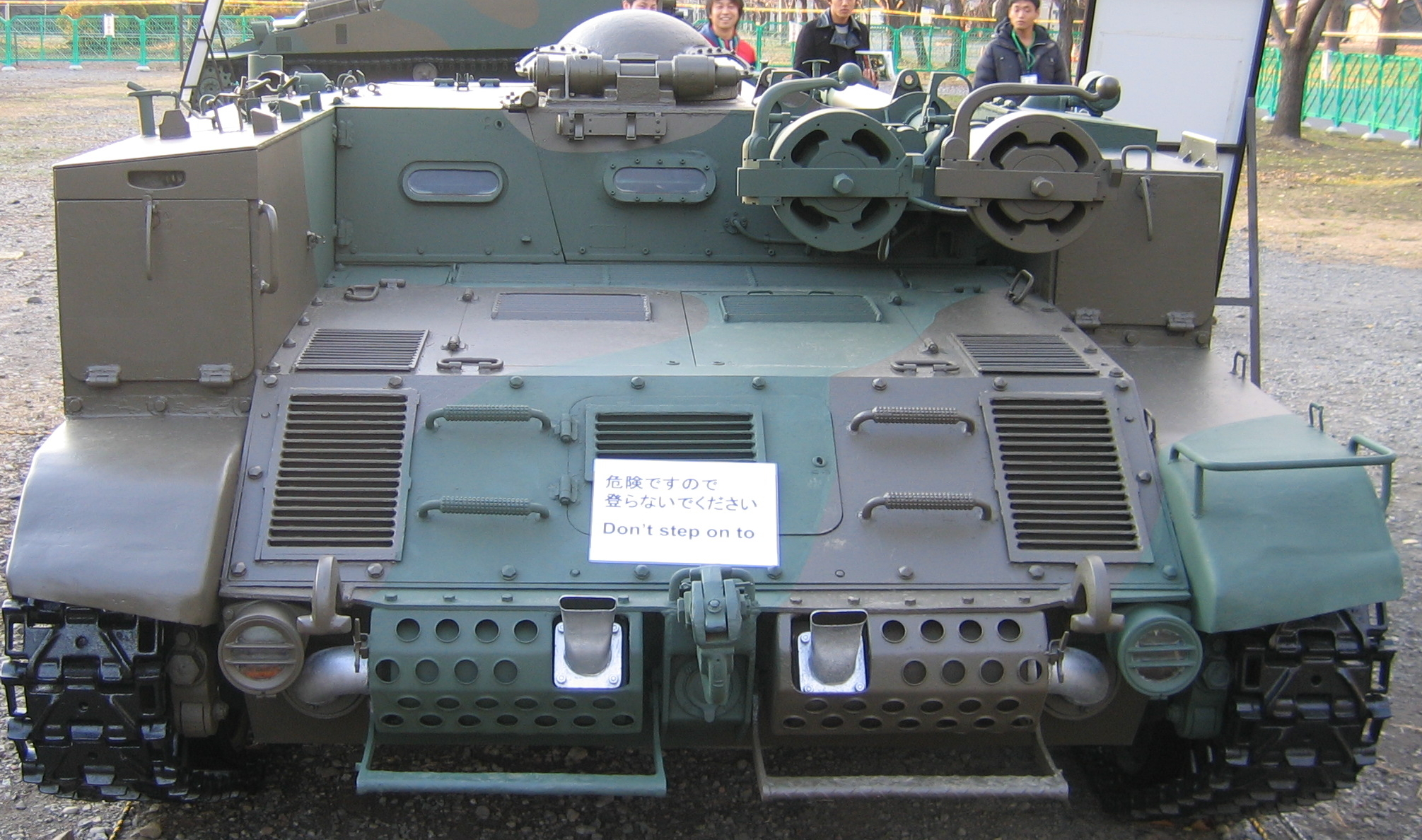
車体後部。右フェンダー後部上面に2発の弾薬を置くことが可能。
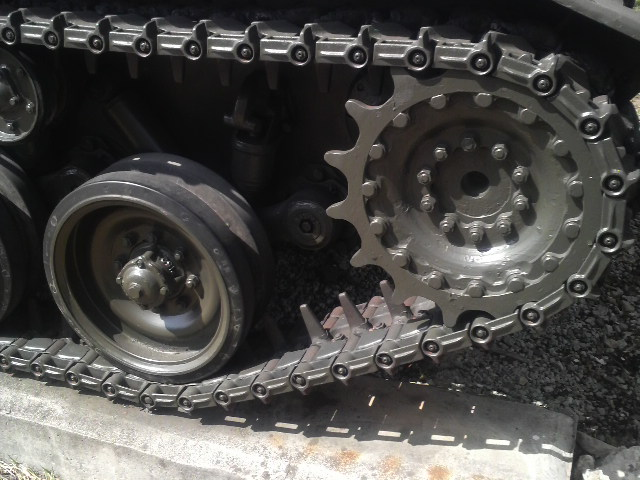
起動輪部分のクローズアップ
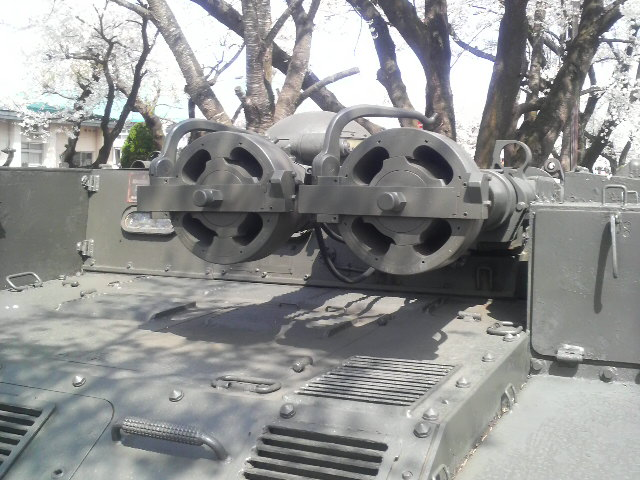
無反動砲後部 開けられた穴より反動を軽減させるためのガスが噴出される

## バリエーション
SS-1
小松製作所が設計した第1次試作車。コマツ6T110-1 空冷4ストローク水平対向6気筒ディーゼルエンジン（105hp/2,300rpm）を車体前部に、変速操向装置を後部に配置（フロントエンジン・リアドライブ）する。ナイトハルトゴム・サスペンション方式。一撃離脱を容易にするために、車体後部左の後ろ向きの装填手兼副操縦手席にも操縦装置と後方視察窓が設けられていた。車体左袖部に4発、車体後部右に2発、どこかに2発の、計8発の弾薬を携行する。スポットライフルは未装備。乗員用にトンプソン機関銃を3丁と弾薬1350発を装備。
SS-2
三菱重工業が設計した第1次試作車。三菱4ストローク直列4気筒空冷ディーゼルエンジン（110hp/2,300rpm）を車体後部に、変速操向装置を前部に配置（リアエンジン・フロントドライブ）する。トーションバー・サスペンション方式。無反動砲の携行弾数は8発。スポットライフルは未装備。1955年12月納入。
SS-3
三菱重工業が設計し小松製作所が製造した第2次試作車。コマツ6T115-1 空冷4ストローク水平対向6気筒ディーゼルエンジン（130hp/2,300rpm）を車体後部に、変速操向装置を前部に配置（リアエンジン・フロントドライブ）する。転輪が1個増加し片側5個になった。トーションバー・サスペンション方式。
SS-1(改)
SS-1の無反動砲を4連装化したもので、重量増加の割に命中率が向上せず、不採用となり、現在は東千歳駐屯地で展示されている。
SS-4
最終試作車。コマツ6T120-1 空冷4ストローク水平対向6気筒ディーゼルエンジン（120hp/2,400rpm）を搭載。
A型
初期生産型。42両生産。
B型
1967年から量産が開始され、三次防型とも呼ばれる。車体の各部が補強されている。143両生産。バリエーションの中で最も生産数が多い。1975年以降、順次、C型と同じ液冷エンジンに換装される。
C型
1975年以降の生産型で、液冷ディーゼルエンジンに変更されている。82両生産。B型からの改造型も含めれば最も配備数が多い。機関室が高くなる。車体後部にラジエーターを設置。マフラーを車体左袖部上面に移設。
D型
生産終了後の1987年1月に制式化。詳細不明。

## 登場作品

### 映画
『ゴジラシリーズ』
『ゴジラ』
晴海埠頭に展開してゴジラを迎え撃つ自衛隊車両の1つとして登場。
『ゴジラvsビオランテ』
若狭湾で行われるサンダービーム作戦に参加する自衛隊車両の1つとして登場。

### 小説
『ゲート 自衛隊 彼の地にて、斯く戦えり』
自衛隊が特地に持ち込んだ装備の1つとして登場。
『パラレルワールド大戦争』
豊田有恒の小説。松代大本営跡に生じたタイムトンネルを介して1945年の日本に介入した自衛隊の装備として「106ミリ自走砲」の名称で登場。74式戦車などと共に、史実より早く決行されたダウンフォール作戦によって房総半島に上陸した米軍のM4中戦車と交戦する。

### ゲーム
『War Thunder』
日本ツリーの駆逐戦車として「Type 60 SPRG」の名称で登場。
『りっく★じあーす』
擬人化して登場。装甲の薄さが服装に再現されている。マメタンの愛称通り、小学生のような風貌である。